# Альстрём, Анна
Анна Альстрём (швед. Anna Sofia Charlotta Ahlström, 19 июля 1863 — 12 октября 1943) — шведская преподавательница, директор школы.

## Биография
Анна Альстрём родилась в Стокгольме в 1863 г., была вторым ребёнком Юнаса Альстрёма, строительного подрядчика и дипломированного архитектора.
Анна получила хорошее начальное образование: закончила девятилетнюю школу в Стокгольме, а затем продолжила обучение в школе для девушек Wallinska skolan, старейшей в Швеции, которую окончила в 1885 г. Затем она поступила в Уппсальский университет и в 1891 г. получила диплом бакалавра. После этого Анна путешествовала по Италии и Франции, некоторое время жила в Париже. Изучала иностранные языки в Париже, Лондоне и Берлине. В 1899 г. Анна защитила диссертацию в Уппсальском университете, тем самым став одной из первых шведок, получивших степень доктора философии, и первой шведкой-доктором философии по романским языкам. Её диссертация Sur la langue de Flaubert была посвящена Гюставу Флоберу.
Перед защитой диссертации Анна преподавала в нескольких школах Стокгольма. Ей не разрешили подать заявление на должность доцента: в конце XIX в. в Швеции была довольно сильная дискриминация женщин в системе академического образования, им практически был закрыт доступ к высоким должностям в университетах. Тогда Анна обратилась к сфере начального образования. Она в течение года проходила подготовку учителей в Norra Latin в Стокгольме, но и после этого ей отказали в должности старшей учительницы. Анна в числе 93 женщин-учёных подписала обращение с решительной критикой дискриминации женщин, но стало ясно, что борьба за равные права займёт годы.
Тогда Анна решила открыть собственную школу. Но ей отказались предоставить кредит не только банки, но и собственная семья. Лично обратившись к одному из финансистов, Анна сумела получить у него средства, на них она открыла начальную школу для девочек (Nya Elementarskolan för flickor), став её директором. Ей тогда было 39 лет. Анна умело распорядилась и финансами, и школой, и за первые пять лет школа Альстрём, как её называли, приобрела хорошую репутацию. Анна производила впечатление порядочной и умной женщины с чувством юмора. Сама она в школе преподавала латынь и французский язык.
В 1922 г. школа Альстрём располагалась в более просторных помещениях, включала в себя 3 подготовительных класса для мальчиков и девочек, 8 школьных классов для девочек и 4 гимназии, всего в ней было 410 учеников. Школа имела право выдавать выпускной диплом.
Анна Альстрём замужем не была. Спутницей её жизни стала Эллен Терсерус, которая была принята в школу в 1907 г. Они вместе ушли на пенсию в 1930 г., вместе создали «Фонд Анны Альстрём и Эллен Терсерус», который предоставляет стипендии женщинам-исследователям за высшее образование на факультете гуманитарных и социальных наук Стокгольмского университета в виде двухлетних исследовательских грантов и грантов одиноким незамужним женщинам.
Анна и Эллен умерли в 1943 г. До 1973 г. школа Альстрём оставалась частной, в 1983 г. она была передана Стокгольмскому университету.